# Le Marchand de cercueils
Le Marchand de cercueils  (en russe : Гробовщик ; en orthographe précédant la réforme de 1917-1918 : Гробовщикъ) est une nouvelle d'Alexandre Pouchkine que l'on retrouve dans son recueil Les Récits de feu Ivan Petrovitch Belkin paru en 1831.
La scène se passe à Moscou.
Le narrateur de cette nouvelle est externe.

## Personnages
- Adrian Prokhorov : personnage principal de la nouvelle, marchand de cercueils, père de Akoulina et de Daria, son tempérament est morose, pensif, en accord avec son lugubre métier. Après avoir été invité chez les Schultz, il rentre ivre chez lui, s'endort et rêve de la mort de Trukhina et d'une fête avec toutes les personnes qu'il a enterrées.
- Akoulina et Daria : les filles d'Adrian
- Aksinia servante de Adrian.
- Trioukhina : marchande, dont Adrian rêve la mort.
- Gotlieb Schultz : cordonnier allemand habitant en face de chez Adrian et le conviant à une soirée arrosée.
- Louise Schultz : femme de Gottlieb Schultz
- Lottchen Schultz : fille de ces deux derniers.
- Piotr Petrovitch Kourilkine : premier client (mort) de Prokhorov qui lui rend visite dans son rêve.
- Yourko : sergent